# Le Plancher de Jeannot

Le Plancher de Jeannot est un grand morceau de parquet gravé de texte, réalisé en 1971–1972 dans sa ferme familiale du Béarn par Jean Crampilh-Broucaret, dit Jeannot (1939–1972), atteint de troubles psychiatriques et qui se suicida peu après. Découvert fortuitement en 1993, il est aujourd'hui exposé au musée d'Art et d'Histoire de l'hôpital Sainte-Anne à Paris. Son interprétation entre délire d'un homme reclus ou œuvre d'art brut fait encore débat.

## Description
Sur une surface de parquet comprise entre 13 mètres carrés et 16 mètres carrés selon les sources, un texte de 67 lignes ou 68 lignes est gravé au ciseau à bois. Les lettres, en capitales, sont poinçonnées aux angles au moyen d'une perceuse. Les lignes de texte sont globalement parallèles aux lattes du parquet. 
Le texte est réparti sur deux sections, la section 1 dite « grande section » et la section 2 dite « petite section ».

## Historique
Jean Crampilh-Broucaret, surnommé Jeannot ou Janot, est un paysan du Béarn né en 1939 à Moncaup. Il effectue son service militaire en Algérie en 1959, pendant la guerre d'indépendance. À son retour, il apprend le suicide de son père, un homme violent. À la mort de sa mère en 1971, il enterre son corps sous l'escalier familial, arrête de s'alimenter et commence à graver sur le plancher de sa chambre un long texte. Celui-ci débute par la phrase : « La religion a inventé les machines à commander le cerveau des gens. » Le texte évoque aussi l'innocence de son auteur et de sa sœur Paule : « Nous n'avons ni tué ni détruit ni porté tort à autrui. » Jeannot meurt quelques semaines plus tard à 33 ans.
Ce plancher gravé est découvert fortuitement en 1993 au moment de la vente de la ferme. Un neuro-psychiatre en  retraite, le Dr Guy Roux, en fait alors l'acquisition, l'échangeant contre un parquet neuf. Il présente le parquet dans différents congrès de psychiatrie, puis le vend au laboratoire Bristol-Myers-Squibb au début des années 2000. Dès lors, le plancher va être considéré également comme un témoignage d'art brut.
Par la suite, le plancher est régulièrement exposé, notamment en octobre 2005 à la Bibliothèque nationale de France et finalement cédé au centre hospitalier Sainte-Anne à Paris, en grande partie grâce à l'insistance du professeur Jean-Pierre Olié, chef du service hospitalo-universitaire (SHU). Celui-ci souhaite en effet l'exposer pour combattre la honte et les préjugés qui pèsent sur les maladies mentales. Ainsi, du 2 juillet 2007 à 2022, le plancher est exposé devant l'hôpital Sainte-Anne, au no 7 de la rue Cabanis dans le 14e arrondissement (48° 49′ 49″ N, 2° 20′ 18″ E). Il est présenté « découpé en trois panneaux tels des totems géants », dans des caissons verticaux. Après une restauration et un travail de recherche, le plancher est exposé, réassemblé et dans sa position originelle horizontale, dans une salle dédiée du musée d'Art et d'Histoire de l'hôpital Sainte-Anne, une autre salle présentant des documents et des textes didactiques sur ce plancher.

## Interprétation
Le docteur Guy Roux, après la découverte du parquet, avait mené une enquête locale pour connaitre le passé de Jean Crampilh-Broucaret et de sa famille. Il y voyait un exemple de « psychose brute ». Depuis, le plancher a fait l'objet de diverses interprétations et plusieurs recherches, surtout depuis son exposition publique rue Cabanis, du délire ou des souffrances d'un homme reclus, devenu schizophrène sans avoir suivi de soins, ou une vraie œuvre d'art brut.  
L'historien Dominique Viéville qui a participé aux recherches sur le parquet avant son exposition au musée de l'hôpital Sainte-Anne, appelle à la prudence sur l'interprétation de ce parquet, rappelant qu'il s'agit d'un texte privé destiné à la famille de son auteur et « qu'il n'y a pas à discuter de sa vérité ».
La psychiatre Anne-Marie Dubois, commissaire de l'exposition au musée de l'hôpital Sainte-Anne, explique que le plancher a beaucoup été exploré sous l'angle de la folie mais elle remet en cause la valeur de ces explications car faites par des personnes n'ayant jamais examiné ou rencontré Jean Crampilh-Broucaret, rappelant la règle Goldwater stipulant qu'il est contraire à l'éthique des psychiatres de donner un avis sur des personnalités qu'ils n'ont pas examinées en personne.

### Document
- Jean-Pierre Olié (photogr. Martin d'Orgeval), Réquisitoire : Le plancher de Jean (exposition, Paris, Maison européenne de la photographie (MEP), 10 octobre 2007 – 6 janvier 2008), Paris, éditions du Regard — MEP, 2007, 58 p. (ISBN 978-2-84105-226-4).

### Romans
Ce fait divers a inspiré plusieurs romans dont : 
- Perrine Le Querrec, Le Plancher, Le Mans, Les Doigts dans la prose, coll. « Fusibles », 2013, 123 p. (ISBN 978-2-9536083-4-2) ; rééd. Bordeaux, L'Éveilleur, 2018  (ISBN 979-10-96011-22-3) ; rééd. Lille, La Contre Allée, coll. « La Sente », 2024  (ISBN 978-2-37665-154-3 et 978-2-37665-170-3) [lire en ligne].
- Cathy Jurado-Lécina, Nous tous sommes innocents, Paris, Aux Forges de Vulcain, coll. « Littératures » (no 30), 2015, 205 p. (ISBN 978-2-919176-87-8).
- Ingrid Thobois, Le Plancher de Jeannot, Paris, Buchet-Chastel, coll. « Qui vive », 2015, 75 p. (ISBN 978-2-283-02845-2 et 978-2-283-02897-1) [lire en ligne].